# Oliver Gray
Oliver Gray (28 april 2005) is een Brits autocoureur. In 2022 en 2023 maakte hij deel uit van de Williams Driver Academy, het opleidingsprogramma van het Formule 1-team van Williams.

## Carrière

### Karting
Gray begon zijn autosportcarrière in het karting in 2017. In 2019 won hij de X30 Junior-klasse van zowel het Britse kampioenschap als de Motorsport UK Kartmasters Grand Prix en werd hij in dezelfde klasse tweede in de IAME Euro Series, achter Oliver Bearman. Ook reed hij in de OK Junior-klasse van de WSK Euro Series. In 2020 reed hij in verschillende Europese kampioenschappen.

### Formule 4
In 2021 maakte Gray de overstap naar het formuleracing en kwam hij uit in het Brits Formule 4-kampioenschap bij het team Fortec Motorsport. Hij won twee races op het Thruxton Circuit, maar behaalde in de rest van het seizoen geen podiumplaatsen meer. Met 173 werd hij zevende in het kampioenschap. Ook reed hij dat jaar in de laatste twee raceweekenden van het Italiaans Formule 4-kampioenschap bij BVM Racing. Twee twaalfde plaatsen op het Autodromo Nazionale Monza waren hierin zijn beste resultaten.
In 2022 begon Gray het seizoen in het Formule 4-kampioenschap van de Verenigde Arabische Emiraten, waarin hij voor Hitech GP reed. Hij kwam enkel uit in de eerste twee raceweekenden, maar behaalde hierin wel een podiumfinish op het Yas Marina Circuit. Met 41 punten werd hij vijftiende in de eindstand. Vervolgens keerde hij terug in de Britse Formule 4, waarin hij overstapte naar Carlin. Ook werd hij opgenomen in de Williams Driver Academy, het opleidingsprogramma van het Formule 1-team van Williams. Gedurende het seizoen behaalde hij twee zeges op het Croft Circuit en Silverstone en in de overige races stond hij nog veertien keer op het podium. Met 343 punten werd hij achter Alex Dunne tweede in het klassement.

### Formule 3
In 2023 debuteerde Gray in het FIA Formule 3-kampioenschap, waarin hij zijn samenwerking met Carlin voortzette. Hij kende een lastig seizoen, waarin veertiende plaatsen op het Albert Park Street Circuit, de Red Bull Ring en de Hungaroring zijn beste race-uitslagen waren. Hij eindigde zodoende puntloos op plaats 28 in het klassement.

### Endurance
In 2024 verlaat Gray het formuleracing en stapt hij over naar de enduranceracerij. Hij debuteert in de LMP2-klasse van de European Le Mans Series bij het team Inter Europol Competition.